# Abu Dawúdida
Els abu-dawúdides o dinastia abu-dawúdida, també coneguda com dinastia banijúrida o dels banijúrides (persa: بانیجوریان), fou un llinatge que va governar a Andarab (Tukharistan, modern Afganistan) entre el segle ix i el segle x.
La seva capital fou l'antiga Andarab, la moderna Banow o Banu. Van emetre moneda del 877 al 922. Els sobirans portaven el títol de xahrsalir. La casa de la moneda de la ciutat fou utilitzada per altres dinasties.

## Governants
1. Hàixim ibn Banijur (r. 848–857)
2. Dàwud ibn al-Abbàs ibn Hàixim (r. 857–873)
3. Muhàmmad ibn Àhmad ibn Banijur (r. 873-898/899)
4. Àhmad ibn Muhàmmad (r. 899–908)